# Gnathoncus buyssoni
Gnathoncus buyssoni är en skalbaggsart som beskrevs av Auzat 1917. Gnathoncus buyssoni ingår i släktet Gnathoncus och familjen stumpbaggar. Arten är reproducerande i Sverige. Inga underarter finns listade i Catalogue of Life.